# Dicoelia
Dicoelia é um género botânico pertencente à família Euphorbiaceae.
São arbustos e árvores de pequeno porte, encontradas no oeste da Malásia.

## Espécies
- Dicoelia beccariana

## Nome e referências
Dicoelia Benth.